# Bam Bam Bigelow
Bam Bam Bigelow, właśc. Scott Charles Bigelow (ur. 1 września
1961, zm. 19 stycznia 2007 w Hudson) – amerykański wrestler. Pracował dla World Wrestling Entertainment (WWE), a także ECW i WCW. Bigelow zdobył między innymi tytuły: ECW Champion, ECW Television Champion i WCW Tag Team Champion.

## Osiągnięcia
Continental Wrestling Association'
- AWA Southern Heavyweight Championship (1 raz)

Extreme Championship Wrestling
- ECW Championship|ECW World Heavyweight Championship (1 raz)
- ECW World Television Championship (1 raz)

NWA Northeast
- NWA Northeast Heavyweight Championship (1 raz)

New Japan Pro Wrestling
- IWGP Tag Team Championship (1 raz)

Universal Superstars of America
- USA Heavyweight Championship (1 raz)

USA Pro Wrestling / USA Xtreme Wrestling
- USA Pro/UXW Heavyweight Championship (2 razy)

World Championship Wrestling
- WCW Hardcore Championship (1 raz)
- WCW World Tag Team Championship (2 razy)

World Class Championship Wrestling
- WCCW Television Championship|WCWA Television Championship (1 raz)

World Wrestling Entertainment
- Slammy Award for Best Head (1987)

Wrestle Association R
- WAR World Six-Man Tag Team Championship

Wrestling Observer Newsletter awards
- Rookie of the Year (1986)
- Worst Worked Match of the Year (1993)